# Зарипов, Нур Талипович
Нур (Нурмухамет) Талипович Зарипов (баш. Нур (Нурмөхәмәт) Талип улы Зарипов; 15 июня 1925, с. Кузяново, Стерлитамакский кантон, БАССР (ныне Ишимбайский район Башкортостана) — 6 сентября 1997, Уфа) — башкирский литературовед и фольклорист. Кандидат филологических наук (1964).

## Биография
Нурмухамет Талипович Зарипов родился 15 июня 1925 года в селе Кузяново Стерлитамакского кантона БАССР.
В 1943 году добровольцем ушёл на фронт. В 1944 году демобилизован после тяжёлого ранения. Награждён орденом Отечественной войны II степени.
После войны окончил Башкирский педагогический институт им. К. А. Тимирязева (ныне Уфимский университет науки и технологий), затем аспирантуру Академии общественных наук при ЦК КПСС. Получил степень кандидата филологических наук.
Работал инспектором Министерства просвещения БАССР, инструктором отдела культуры ЦК КПСС, с 1964 года — научным сотрудником, заведующим сектором фольклора Института истории, языка и литературы Башкирского филиала Академии наук СССР.
С 1950 года начал писать и издаваться как литературный критик. Изучал творчество башкирских писателей. Составил и выпустил сборники избранных произведений Т.Янаби, И.Насыри, написал очерки о жизни и творчестве Ш.Фидаи, А.Вали, Г.Амири, И.Гиззатуллина, участвовал в создании «Очерков истории башкирской советской литературы» (Уфа, 1967, на баш. яз.; М., 1977, на рус. яз.).
Также изучал башкирского фольклора. Под его руководством и с его участием подготовлен и издан свод «Башкирское народное творчество» («Башҡорт халыҡ ижады») в 18 томах. Провёл обобщения таких жанров башкирского фольклора как богатырские сказки, башкирский эпос, занимался изданием кубаира «Идукай и Мурадым» (1994).
Соавтор школьных учебников по башкирской литературе.

## Сочинения
- Тәүге гвардеецтарҙын береһе: И.Насыризын тормошо һәм ижады. Өфө, 1968.
- Әҙәбиәттен гражданлыҡ пафосы. Өфө, 1978.
- Имай Насыри. Тормошо һәм ижады. Өфө, 1983.

## Награды и звания
- Орден Отечественной войны 2-й степени (1985)
- Премия имени Салавата Юлаева за большой вклад в развитие башкирской фольклористики (1987)
- «Заслуженный деятель науки БАССР»